# Портновская
Портновская — деревня в Вельском районе Архангельской области. Входит в состав муниципального образования «Хозьминское».

## География
Деревня расположена в 62 километрах на северо-запад от города Вельск на правом берегу реки Елюга, притока реки Вель. Ближайшие населённые пункты: на западе деревня Никольская, на востоке деревня Алексинская.
Часовой пояс
Портновская, как и вся Архангельская область, находится в часовой зоне МСК (московское время). Смещение применяемого времени относительно UTC составляет +3:00.

## Население
| 2002 | 2010 | 2012 | 2014 |
| ---- | ---- | ---- | ---- |
| 4    | ↘3   | ↘0   | ↗3   |

## История
Указана в «Списке населённых мест по сведениям 1859 года» в составе Вельского уезда Вологодской губернии под номером «2239» как «Портново(Портная Горка)». Насчитывала 2 двора, 8 жителей мужского пола и 10 женского.
В материалах оценочно-статистического исследования земель Вельского уезда упомянуто, что в 1900 году в административном отношении деревня входила в состав Смольянского сельского общества Есютинской волости. На момент переписи в селении Портново, (Горка, Заболотье) находилось 4 хозяйства, в которых проживало 10 жителей мужского пола и 14 женского.